# 던켈드

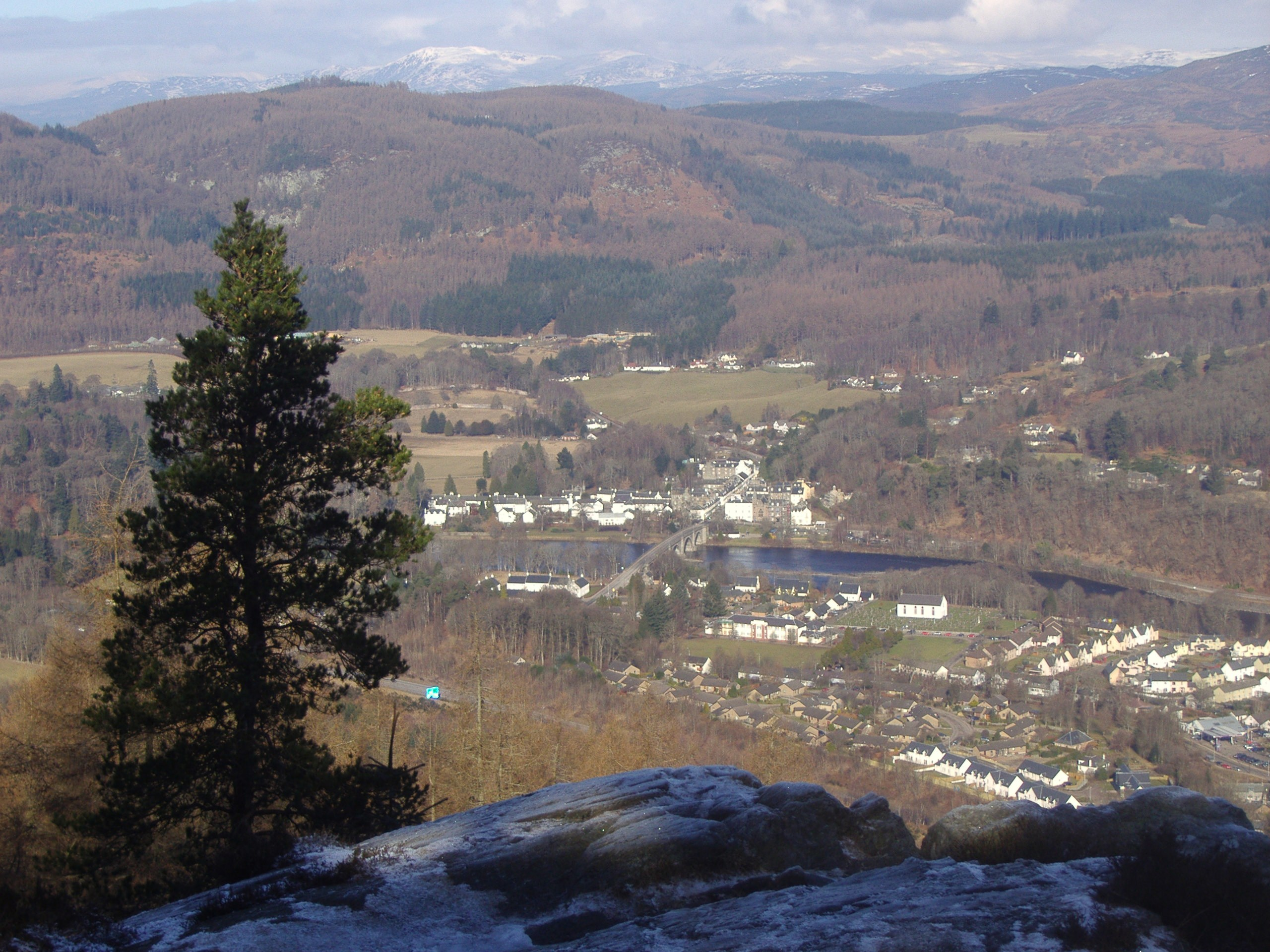

던켈드(/dʌŋˈkɛl/, 스코틀랜드어: Dunkell, 스코틀랜드 게일어: Dùn Chailleann, "칼레도니아인의 요새")는 스코틀랜드 퍼스 킨로스에 있는 도시이다. 역사적인 대성당이 위치한 이곳은 버남(Birnam) 맞은편 테이강(River Tay) 북쪽 기슭에 위치해 있다. 던켈드는 지질학적 하이랜드 경계 단층(Highland Boundary Fault)에 가깝고, 주요 도로와 북쪽 철로에 위치해 있기 때문에 종종 "고원으로 가는 관문"으로 묘사된다. 던켈드에는 하이랜드 메인선에 던켈드 & 버남 기차역이 있으며 현재 A9 도로인 퍼스에서 북쪽으로 약 25킬로미터(15마일) 떨어져 있다. 이전에는 주요 도로가 마을을 통과했지만, 이 도로가 현대화되면서 이제는 던켈드의 서쪽을 지나게 된다.
던켈드는 던켈드 대성당이 있는 곳으로, 17세기 말과 18세기 초 스코틀랜드 도시의 놀랍도록 잘 보존된 사례로 간주된다. 던켈드 내 약 20채의 주택이 스코틀랜드 내셔널 트러스트(National Trust for Scotland)에 의해 복원되었다. A9의 서쪽에 있는 허미티지는 스코틀랜드 내셔널 트러스트(National Trust) 지역이기도 한 시골의 부동산이다.
수세기에 걸쳐 던켈드와 인근 버남을 연결하는 여러 개의 다리가 있었으며 현재의 다리는 토마스 텔퍼드가 설계하고 아톨의 4대 공작이 재정을 지원한 것으로 1809년에 완성되었다.

## 같이 보기
- 둔켈드가